# Pieve di San Martino (Gattico-Veruno)
I resti dell'antica chiesa plebana nota come Pieve di San Martino si trovano ai margini settentrionali del centro abitato di Gattico, comune di Gattico-Veruno in provincia di Novara.
L'edificio, che si presenta senza tetto e senza pavimentazione, risale alla prima metà del XII secolo. 
La struttura presenta tre navate terminate da absidi semicircolari in discreto stato di conservazione, le navate sono divise da sei pilastri a sezione rettangolare per parte, l'intero edificio è caratterizzato da pietre squadrate di serizzo con alcuni innesti, nei pilastri, nell'abside e nelle feritoie di elementi in laterizio.
L'architrave dell'ingresso principale è sovrastata da una lunetta.
La prima menzione dell'edificio risale ad una bolla del 1113 in cui Papa Innocenzo II descrive una "Plebem de Gatico cum capellis suis".
 La prima menzione di San Martino come sede pievana risale al 1357, la dignità plebana è peraltro confermata dall'esistenza di un fonte battesimale costituito da un monolito scavato, posizionato in tempi recenti sul lato dell'ingresso principale.